# Washington Wizards 1999-2000
La stagione 1999-2000 dei Washington Wizards fu la 39ª nella NBA per la franchigia.
I Washington Wizards arrivarono settimi nella Atlantic Division della Eastern Conference con un record di 29-53, non qualificandosi per i play-off.

## Roster
| N° | Naz.                   | Ruolo | Sportivo         | Anno | Alt. | Peso |
| -- | ---------------------- | ----- | ---------------- | ---- | ---- | ---- |
| 1  | Stati Uniti (bandiera) | G     | Rod Strickland   | 1966 | 191  | 79   |
| 2  | Stati Uniti (bandiera) | G     | Mitch Richmond   | 1965 | 196  | 98   |
| 3  | Stati Uniti (bandiera) | GA    | Laron Profit     | 1977 | 196  | 93   |
| 5  | Stati Uniti (bandiera) | A     | Juwan Howard     | 1973 | 206  | 109  |
| 8  | Stati Uniti (bandiera) | C     | Isaac Austin     | 1969 | 208  | 116  |
| 10 | Stati Uniti (bandiera) | G     | Reggie Jordan    | 1968 | 193  | 88   |
| 12 | Stati Uniti (bandiera) | G     | Chris Whitney    | 1971 | 183  | 76   |
| 32 | Stati Uniti (bandiera) | GA    | Richard Hamilton | 1978 | 198  | 84   |
| 34 | Stati Uniti (bandiera) | A     | Michael Smith    | 1972 | 203  | 104  |
| 35 | Stati Uniti (bandiera) | A     | Tracy Murray     | 1971 | 201  | 102  |
| 43 | Stati Uniti (bandiera) | AC    | Lorenzo Williams | 1969 | 206  | 91   |
| 44 | Stati Uniti (bandiera) | AC    | Aaron Williams   | 1971 | 206  | 100  |
| 50 | Stati Uniti (bandiera) | A     | Don Reid         | 1973 | 203  | 113  |
| 51 | Stati Uniti (bandiera) | A     | Gerard King      | 1972 | 206  | 104  |
| 52 | Stati Uniti (bandiera) | C     | Calvin Booth     | 1976 | 211  | 104  |
| 55 | Stati Uniti (bandiera) | AC    | Jahidi White     | 1976 | 206  | 132  |

## Staff tecnico
- Allenatori: Gar Heard (14-30) (fino al 29 gennaio)[1], Darrell Walker (15-23)
- Vice-allenatori: Tree Rollins, Mike Bratz (fino al 29 gennaio), Butch Beard (fino al 29 gennaio)